# Savoia-Marchetti SM.55
Savoia-Marchetti SM.55 – włoska duża dwukadłubowa łódź latająca skonstruowana w 1924 roku, znana z długodystansowych przelotów transoceanicznych.

## Historia
Łódź latająca dalekiego zasięgu skonstruowana w 1923 roku przez inżyniera Alessandro Marchetti, głównego konstruktora wytwórni lotniczej Savoia-Marchetti. Pierwszy lot prototypu odbył się w 1924 roku. Pomimo wojskowego przeznaczenia, samolot stał się sławny dzięki swym rekordowym lotom. W 1926 roku prototyp wersji pasażerskiej SM.55 P ustanowił 14 światowych rekordów w prędkości, pułapie, udźwigu i zasięgu z ładunkiem.

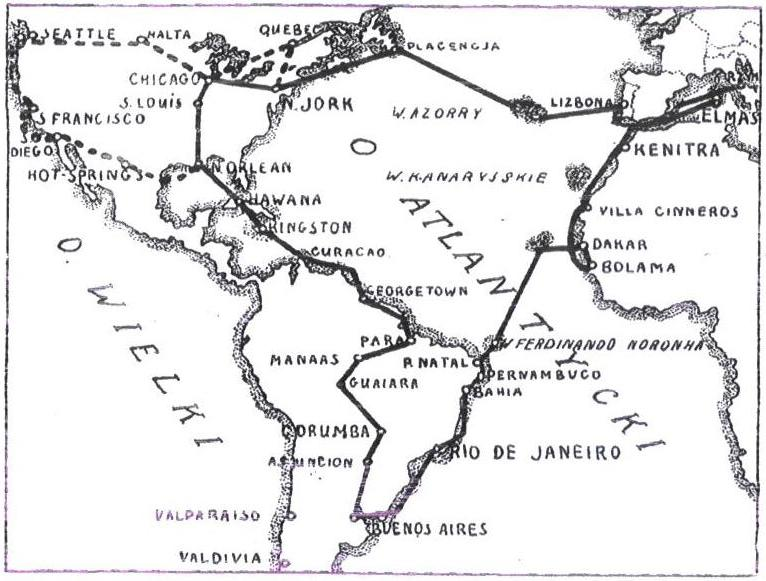
Mapa lotu Francesco de Pinedo

Na początku lutego 1927 roku sławny włoski lotnik płk. Francesco de Pinedo z drugim pilotem mjr. Carlo del Prete i mechanikiem Zachetti, wystartowali na samolocie SM.55 o nazwie własnej Santa Maria (na cześć statku Kolumba) z Sesto Calende, do Elmas na Sardynii, skąd w dniu 13 lutego nastąpił odlot do Brazylii. Pierwszym etapem lotu była miejscowość Kenitra w Maroku, oddalona od Elmas o 1600 km. Następnego dnia dokonano przelotu Kenitra - Villa Cisneros wynoszącego 1600 km, zaś 15 lutego Villa Cisneros - Bolama również 1600 km. Stamtąd miał się odbyć przelot przez Atlantyk do Brazylii. Jednak wodnopłatowiec, mimo kilku prób, nie był w stanie wystartować z pełnym obciążeniem. Wobec tego de Pinedo zrezygnował z początkowego projektu i 18 lutego wyruszył na północ do Dakaru, przebywając 400 km. W następnym dniu odbył się przelot do Porto Praja (Wyspy Zielonego Przylądka). W dniu 22 lutego o godz.1.10 w nocy de Pinedo wystartował z zamiarem dotarcia do lądu amerykańskiego przelatując nad południowym Atlantykiem z Porto Praja do Pernambuco, wyprzedzając o ponad trzy miesiące słynny samotny lot Lindbergha. Następne etapy to: Bahia, Rio de Janeiro, Santos, Porto Alegre i Buenos Aires, gdzie zakończyła się pierwsza część wyprawy wynosząca 12835 km. i która trwała 79 godz. Druga część podróży zaczęła się 13 marca startem z Buenos Aires do Montevideo (225 km), następnie do stolicy Paragwaju - Asunción (1500 km). W dniu 16 marca „Santa Maria” dokonała przelotu-wzdłuż biegu rzeki Paragwaj-do Guaiara w Brazylii. 20 marca de Pinedo wodował w Manaus (1400 km) a następnego dnia, kończąc swój lot nad Brazylią, wodował w atlantyckim porcie Para, po przebyciu 1600 km. Dokonawszy zmiany silników, de Pinedo 25 marca opuścił Parę, udając się do Georgetown (1600 km). Następnego dnia woduje w Pointe-à-Pitre, na Gwadelupie (1000 km) a dzień potem w Port-au-Prince, na Haiti (1200 km). Lecąc dalej, de Pinedo przybył 28 marca do Hawany (1300 km), zaś 29 marca dokonał przelotu nad Atlantykiem do Newego Orleanu (1100 km), lądując na Missisipi. Po kilkudniowym odpoczynku de Pinedo 3 kwietnia przybywa do San Antonio (Teksas) (1000 km), następnego dnia dociera do Hot Springs (800 km), zaś po krótkiej przerwie 6 kwietnia wyrusza do San Diego. Po drodze, dla napełnienia zbiorników, „Santa Maria” woduje na sztucznym jeziorze Roosevelt Dam w Arizonie i kiedy samolot był już gotowy do startu, nagle słup ognia ogarnął płatowiec. Samolot spłonął, zapalając się od niedopałka papierosa. Wypadek ten wywołał ogromne poruszenie w całym świecie a szczególnie we Włoszech. Premier Benito Mussolini w parę godzin po otrzymaniu tej wiadomości zdecydował wysłać drugi wodnopłatowiec. Nowy samolot SM.55 nazwany „Santa Maria II”, został 20 kwietnia wysłany na parowcu „Duilio” do Nowego Jorku, gdzie dociera 30 kwietnia. W dniu 11 maja de Pinedo ze swoimi towarzyszami wyruszył w przerwaną katastrofą podróż i przez Filadelfię, Charleston i Pensacola doleciał do Nowego Orleanu gdzie znalazł się na poprzednim szlaku. Dalszymi etapami były Memphis, Chicago, Montreal, Québec. Dalsze jego etapy prowadziły przez Nową Fundlandię przez Atlantyk, Azory, Lizbonę, gdzie 11 czerwca wodował na rzece Tag. 13 czerwca przybył do Barcelony skąd 16 czerwca odbył się ostatni etap lotu Barcelona - Rzym. Wśród entuzjastycznie witających była Księżna Aosty, jako przedstawicielka króla, kardynał Vincenzo Vannutelli, jako przedstawiciel Papieża oraz Benito Mussolini. Dystans jaki pokonał Francesco de Pinedo podczas całej swojej wyprawy wyniósł 45000 km.
W 1928 roku brazylijski pilot João Ribeiro de Barros przeleciał z Włoch do Brazylii na SM.55 zwanym Jahú. W tym samym czasie włoski lotnik Umberto Maddalena używał SM.55 w akcji poszukiwania zaginionej ekspedycji polarnej gen. Nobile. W 1932 roku dwaj rosyjscy piloci, Demczenko i Kukin, na zakupionym przez Aeroflot samolocie odbyli lot z siedziby wytwórni Savoia-Marchetti w Sesto Calende do Pietropawłowska na Kamczatce, przelatując nad bezdrożami Syberii.
Jednak największą sławę przyniosły SM.55 grupowe przeloty długodystansowe, których pomysłodawcą i wykonawcą był minister lotnictwa gen. Italo Balbo. W 1930 roku, dowodząc grupą 12 maszyn, przeleciał z Orbetello we Włoszech do Rio de Janeiro w Brazylii. Kolejny lot, z Rzymu do Nowego Jorku i Chicago w 1933 roku, okazał się wielkim sukcesem propagandowym. 24 samoloty zgrupowane w czterech eskadrach przeleciały nad północnym Atlantykiem, z międzylądowaniami w Reykjavíku i na Labradorze, aby dotrzeć na Wystawę Światową w Chicago. Wszystkie samoloty były pomalowane na biało z czarnym grzbietem gondoli silnikowej i spodem kadłubów.
Maszyny w wersji wojskowej były wykorzystywane przez Regia Aeronautica jako rozpoznawczo-bombowe łodzie latające dalekiego zasięgu. Były też używane w ratownictwie morskim. Mimo archaicznej konstrukcji dotrwały w służbie do zakończenia II wojny światowej. Kilka egzemplarzy zakupiła Rumunia do swoich eskadr na Morzu Czarnym.

## Opis konstrukcji

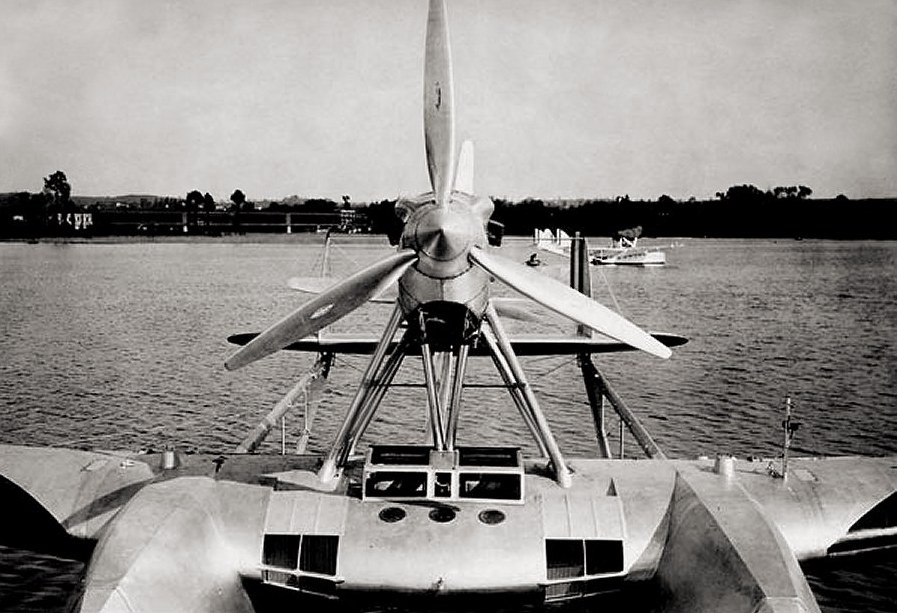
Prototyp SM.55

Dwukadłubowa łódź latająca dalekiego zasięgu konstrukcji drewnianej, krytej sklejką i płótnem. Usterzenie klasyczne z potrójnym sterem kierunku. Kabina pilotów znajdowała się na grzbiecie śródpłata pomiędzy kadłubami, pod nią mieściła się komora bombowa. Dwa silniki w układzie tandem umieszczone były w gondoli silnikowej na rusztowaniu ponad centropłatem. Uzbrojenie obronne stanowiły cztery karabiny maszynowe kal. 7,7 mm, umieszczone pojedynczo w odkrytych stanowiskach strzeleckich na dziobie i z tyłu kadłubów.